# Stazione di Baden-Baden
La stazione di Baden-Baden (in tedesco: Bahnhof Baden-Baden) è la stazione ferroviaria che serve la città di Baden-Baden, in Baden-Württemberg, Germania. La stazione, gestita dalle Deutsche Bahn, si trova lungo la ferrovia Mannheim-Karlsruhe-Basilea ed è servita anche dai treni ad alta velocità ICE.

## Storia
La stazione venne aperta il 6 maggio 1844 come stazione di Oos (Bahnhof Oos) in riferimento al vicino quartiere omonimo. Nel corso degli anni la stazione cambiò più volte il suo nome: nel 1908 cambiò nome in stazione di Baden-Oos (Bahnhof Baden-Oos), nel 1928 il nome divenne stazione di Baden Ovest (Bahnhof Baden West) per poi tornare alla denominazione precedente, stazione di Baden-Oos nel 1937.
Con la chiusura della stazione di Baden-Baden, principale stazione della città, avvenuta nel 1977, la stazione di Baden-Oos divenne l'unica stazione della città di Baden-Baden ed assunse il nome attuale, ovvero stazione di Baden-Baden.